# 崔曰臣
崔曰臣（1949年11月—），男，汉族，山东平原人，中华人民共和国政治人物。山东师范学院（现山东师范大学）中文系中国语言专业毕业，大学专科学历。

## 生平
1976年加入中国共产党。历任中共山东省委组织部干事、巡视员、副处长、处长；中共威海市委副书记、副市长、代市长、市长、市委书记、市人大常委会主任等职。2008年1月当选山东省人大常委会副主任，2012年2月辞职，改任山东省关心下一代工作委员会主任。